# Jūrokucha
Jūrokucha (十六茶?) es una bebida de té mezclado producida y distribuida por Asahi Soft Drinks en Japón. Fue creada originalmente y vendida por Chanson Cosmetics como una mezcla seca de té verde.
En marzo de 1993, Chanson y Asahi Soft Drinks lanzan Jūrokucha como una bebida preparada y en febrero de 2007, se actualiza el envase y el sabor.
Jūrokucha significa literalmente ‘16 tés’, ya que la bebida es una mezcla de dieciséis tés (de hojas, granos y frutas): lágrimas de Job, cebada, kuromame (黒豆), arroz integral, habucha, hoja de morera, jiaogulan, kombu, lingzhi, sasa veitchii, caqui, sésamo, piel de mikan, eucommia, arroz negro y hojas de shiso. Todos estos ingredientes contienen fibra alimentaria (principalmente dextrina, no digerible) y la bebida se considera saludable en Japón, promocionándose como especialmente indicada para los diabéticos que quieren controlar su nivel de azúcar tras las comidas. También se vende una versión descafeinada.
Debido a la popularidad de la Jūrokucha, otras varias compañías han lanzado productos parecidos. Kyushu Railway Company lanzó un producto llamado Nijūyoncha (literalmente ‘24 tés’), Sangaria tiene una bebida llamada Nijūitcha (literalmente ‘21 tés’), Coca Cola fabrica una bebida llamada Sōkenbicha que combina 12 tés, y una compañía coreana fabrica una bebida mezcla de 17 tés.